# Gromada Broniszew Nowy
Gromada Broniszew Nowy war eine Verwaltungseinheit in der Volksrepublik Polen zwischen 1954 und 1958. Verwaltet wurde die Gromada vom Gromadzka Rada Narodowa, dessen Sitz sich in Nowy Broniszew befand und der aus 9 Mitgliedern bestand.

Die Gromada Broniszew Nowy gehörte zum Powiat Częstochowski in der Woiwodschaft Katowice (damals Stalinogród) und bestand aus den ehemaligen Gromadas Broniszew Nowy, Broniszew Stary und Jamno der aufgelösten Gmina Cykarzew Stary aus diesem Powiat sowie den Flurstücken 39–46 und 65–68 des Forstamtes Łobodno.

Am 1. Januar 1958 wurde die Gromada Broniszew Nowy aufgelöst und in die Gromada Cykarzew Stary eingegliedert.